# Pinta de Dirac

La pinta de Dirac és una sèrie infinita de deltes de Dirac separades per un interval T.

En matemàtiques, la pinta de Dirac (també anomenada tren d'impulsos o funció de mostratge en electrotècnia) és una distribució temperada periòdica construïda a partir de deltes de Dirac
{\displaystyle \operatorname {III} _{T}(t)\ {\stackrel {\mathrm {def} }{=}}\ \sum _{k=-\infty }^{\infty }\delta (t-kT)={\frac {1}{T}}\operatorname {III} \left({\frac {t}{T}}\right)}
per un període donat T. El símbol {\textstyle \operatorname {III} (t)} representa la pinta de Dirac de període unitat. Alguns autors, en particular Bracewell, així com autors de llibres d'enginyeria elèctrica i teoria de circuits també s'hi refereixen com a funció Shah (possiblement per la seva grafia, molt similar a la lletra ciríl·lica xa majúscula Ш). Pel fet de ser periòdica es pot expressar com a sèrie de Fourier:
{\displaystyle \operatorname {III} _{T}(t)={\frac {1}{T}}\sum _{k=-\infty }^{\infty }e^{i2\pi k{\frac {t}{T}}}.}

## Canvi d'escala
La propietat del canvi d'escala s'obté directament de les propietats de la delta de Dirac. Amb {\textstyle \delta (t)={\frac {1}{|a|}}\delta \left({\frac {t}{a}}\right)} per a qualsevol nombre {\textstyle a} diferent de zero, s'obté:
{\displaystyle \operatorname {III} _{T}\left(t\right)={\frac {1}{T}}\operatorname {III} \left({\frac {t}{T}}\right),}
{\displaystyle \operatorname {III} _{aT}\left(t\right)={\frac {1}{|a|T}}\operatorname {III} \left({\frac {t}{aT}}\right)={\frac {1}{|a|}}\operatorname {III} _{T}\left({\frac {t}{a}}\right).}
Cal notar que el signe de {\displaystyle a} no altera el resultat.

## Sèrie de Fourier
És evident que {\displaystyle \ \operatorname {III} _{T}(t)} és periòdica amb període {\displaystyle T}. Això significa que
{\displaystyle \operatorname {III} _{T}(t+T)=\operatorname {III} _{T}(t)}
per a tot t.

### Sèrie de Fourier complexa
La seva sèrie de Fourier complexa és
{\displaystyle \operatorname {III} _{T}(t)=\sum _{k=-\infty }^{+\infty }c_{k}e^{i2\pi k{\frac {t}{T}}},}
on els coeficients de Fourier {\displaystyle c_{k}} són
{\displaystyle {\begin{aligned}c_{k}&={\frac {1}{T}}\int _{t_{0}}^{t_{0}+T}\operatorname {III} _{T}(t)e^{-i2\pi k{\frac {t}{T}}}\,dt\quad (-\infty <t_{0}<+\infty )\\&={\frac {1}{T}}\int _{-{\frac {T}{2}}}^{\frac {T}{2}}\operatorname {III} _{T}(t)e^{-i2\pi k{\frac {t}{T}}}\,dt\\&={\frac {1}{T}}\int _{-{\frac {T}{2}}}^{\frac {T}{2}}\delta (t)e^{-i2\pi k{\frac {t}{T}}}\,dt\\&={\frac {1}{T}}e^{-i2\pi k{\frac {0}{T}}}\\&={\frac {1}{T}}.\end{aligned}}}
Tot els coeficients de Fourier són 1/T, per tant la sèrie de Fourier resultant és
{\displaystyle \operatorname {III} _{T}(t)={\frac {1}{T}}\sum _{k=-\infty }^{\infty }e^{i2\pi k{\frac {t}{T}}}.}
Quan el període és unitari se simplifica de la forma
{\displaystyle \operatorname {III} (t)=\sum _{k=-\infty }^{\infty }e^{i2\pi kt}.}

### Sèrie de Fourier trigonomètrica
La seva sèrie de Fourier trigonomètrica és
{\displaystyle \operatorname {III} _{T}(t)={\frac {a_{0}}{2}}+\sum _{k\geq 1}a_{k}cos({\frac {2\pi k}{T}}t)+b_{k}sin({\frac {2\pi k}{T}}t),}
on els coeficients de Fourier {\displaystyle a_{k}} i {\displaystyle b_{k}} obtinguts directament a partir dels coeficients {\displaystyle c_{k}} són
{\displaystyle {\begin{aligned}a_{k}&={\frac {2}{T}}\\b_{k}&=0.\end{aligned}}}
Per tant, la sèrie de Fourier resultant és
{\displaystyle \operatorname {III} _{T}(t)={\frac {1}{T}}+{\frac {2}{T}}\sum _{k\geq 1}cos({\frac {2\pi k}{T}}t).}
Quan el període és unitari se simplifica de la forma
{\displaystyle \operatorname {III} (t)=1+2\sum _{k\geq 1}cos(2\pi kt).}

## Transformada de Fourier
La transformada de Fourier d'una pinta de Dirac és una pinta de Dirac (propietat que comparteix amb la funció gaussiana de variància 1). Així doncs, la pinta de Dirac expressada en el domini freqüencial es pot escriure com:
{\displaystyle \operatorname {III} _{T}(t)=\sum _{k=-\infty }^{\infty }\delta (t-kT)\quad {\stackrel {\mathcal {F}}{\longleftrightarrow }}\quad {1 \over T}\operatorname {III} _{1 \over T}\left(f\right)={1 \over T}\sum _{k=-\infty }^{\infty }\delta \left(f-{k \over T}\right)\quad =\sum _{k=-\infty }^{\infty }e^{i2\pi fkT}.}
A més, quan el període és unitari la transformada de Fourier de la pinta de Dirac és directament ella mateixa
{\displaystyle \operatorname {III} (t)\quad {\stackrel {\mathcal {F}}{\longleftrightarrow }}\quad \operatorname {III} \left(f\right).}